# کیتا ایکی
کیتا ایکی ((به ژاپنی: 北 一輝, Kita Ikki); ۳ آوریل ۱۸۸۳ – ۱۹ اوت ۱۹۳۷) مؤلف، روشنفکر در زمینه فلسفه سیاسی در دوره شووا اهل ژاپن بود.
کیتا یک سوسیالیست بود که همچنین به عنوان "پدر ایدئولوژیک فاشیسم ژاپنی توصیف شده‌است. گرچه در نوشته‌های او به‌طور یکسان به پان-آسیایی‌گرایی، بوداگرایی نیچیرن، حقوق اساسی بشر و مساوات خواهی پرداخته شد و او با محافل انقلابی چین درگیر بود. در حالی که انتشارات وی به‌طور مداوم سانسور می‌شد و وی پس از ۱۹۲۳ نوشتن را متوقف کرد، کیتا الهام‌بخش عناصر راست افراطی ژاپن و سیاست‌های راست تندرو، به ویژه طرفداری از وی برای گسترش سرزمین ژاپن و کودتای نظامی در سیاست‌های ژاپن در دهه ۱۹۳۰ بود. دولت ایده‌های کیتا را مخل و خطرناک می‌دانست. در سال ۱۹۳۶ به اتهام پیوستن به تلاش کودتای نافرجام حادثه ۲۶ فوریه دستگیر شد و در سال ۱۹۳۷ اعدام شد.